# Strój Świętego Mikołaja

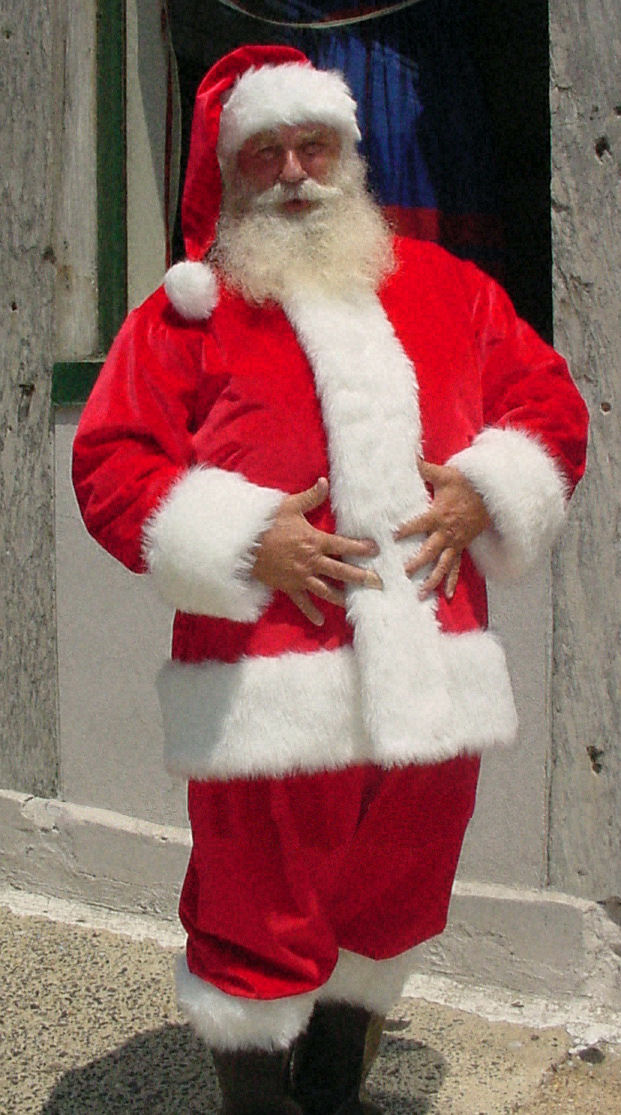
Czerwony strój Świętego Mikołaja z białym futrzanym wykończeniem, czapką z pomponem i czarnymi butami, ale bez szerokiego pasa z klamrą

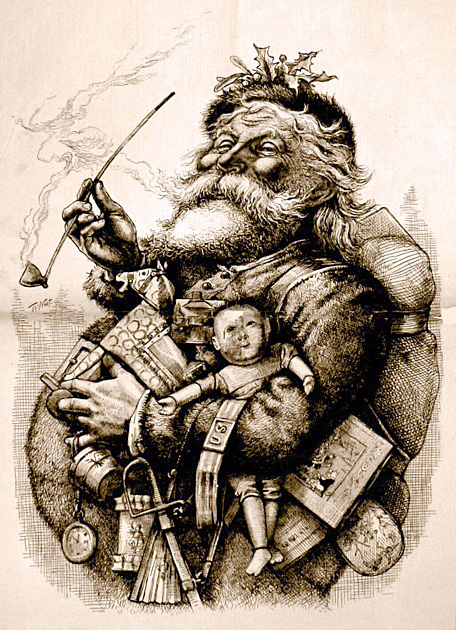
Wizerunek Świętego Mikołaja na ilustracji Thomasa Nasta w Harper’s Weekly z 1 stycznia 1881 roku

Strój Świętego Mikołaja – strój noszony przez osobę odgrywającą postać Świętego Mikołaja. 

## Historia
Pierwszy wizerunek współczesnego Świętego Mikołaja i jego stroju, pojawił się na rysunkach Thomasa Nasta. Oryginalne rysunki Nasta przedstawiały małego Świętego Mikołaja, który mógł zsuwać się po kominach, ale jego późniejsze prace przedstawiały go w rozmiarze dorosłego człowieka. Był on również pierwszym, który narysował Świętego Mikołaja ubranego w czerwony strój, futrzaną czapkę i szeroki pas z dużą klamrą.
Przed pracami Nasta strój Świętego Mikołaja był koloru opalizującego. Nast zmienił go na czerwony, choć narysował też Świętego Mikołaja w zielonym stroju. Tę zmianę często przypisuje się pracy Haddona Sundbloma, który rysował wizerunki Świętego Mikołaja w reklamach The Coca-Cola Company od 1931 roku. Chociaż praca Sundbloma z pewnością zmieniła postrzeganie Świętego Mikołaja, czerwony strój pojawił się na okładkach amerykańskiego czasopisma Harper’s Weekly co najmniej czterdzieści lat przed opublikowaniem jego pracy dla firmy produkującej napoje gazowane. Sama The Coca-Cola Company przypisała czerwony kolor stroju wcześniejszej pracy Nasta. Przed reklamami Coca-Coli wizerunek Świętego Mikołaja ciągle się zmieniał. Przedstawiano go w różnych formach, w tym zarówno współczesnych, jak i w niektórych przypadkach jako krasnoludka. To właśnie praca Sundbloma ujednoliciła wygląd Świętego Mikołaja na wzór wcześniejszych prac Nasta, łącznie z czerwonym strojem.

## Wygląd
Istnieją regionalne różnice w rodzaju stroju, jaki nosi Święty Mikołaj. Zazwyczaj w Stanach Zjednoczonych i Wielkiej Brytanii nosi białą, obszytą futrem czerwoną kurtkę i spodnie z szerokim pasem ze sprzączką, czerwoną czapkę z pomponem i czarne buty. W krajach Europy kontynentalnej, takich jak Niderlandy czy Austria, strój ten jest bliższy świętemu Mikołajowi z Miry, składając się z długiej szaty i biskupiej mitry.